# Ой три шляхи широкії
«Ой три шляхи широкії» — вірш Тараса Шевченка 1847 року, написаний у казематі III відділу в С.-Петербурзі й включений до рукописної збірки «В казематі». У творі втілено психологічно близькі поетові мотиви розлуки з рідним краєм.

## Ліричний зміст
За стилем, темою, мотивами, образами-персонажами, народнопісенною символікою твір нагадує народну баладу. По світу розійшлися троє братів, покинувши стару матір, сестру, дружину й молоду наречену. Початок і завершення твору являють собою кільцеве обрамлення, у якому, відповідно до народноепічної традиції, постає образ трьох шляхів як символічне втілення людських доль, що їх супроводжують життєві випробування. Шлях на чужину в контексті творчості Шевченка асоціюється з безвістю, розчиненням у часі й просторі ворожого світу. Матір, сестра «жінка з діточками» й заручена дівчина, які залишилися самотніми й позбавленими чоловічої опори, підтримки й допомоги, висаджують дерева, що є символічним знаком надії на щасливе повернення трьох братів додому. Кревні родичі — мати й сестра — саджають по три дерева — ясени та явори — їхня любов однаково спрямована на всіх трьох подорожніх. Переживання дружини й дівчини зосереджено лише на долі їхніх коханих, тугу за якими втілено в образах тополі й калини. Однак посаджені жінками дерева всихають, що є знаком нещастя, хвороби й смерті, адже «Не вертаються три брати». Але якщо позбавлені чоловічої опіки й піклування мати, сестра, жінка з дітьми, «плачуть», то «дівчину заручену кладуть в домовину», що асоціюється з неминучим занепадом роду й народу. У цій частині твору виклад змінюється з минулого часу на теперішній, що посилює динамізм і драматизм розповіді. Прикінцевий образ заростання трьох шляхів тернами, що втілює народне уявлення про неможливість подолати чужий простір і повернутися додому, формує в читача підсумок про марність блукання світом і пошуків долі на чужині.

## Автографи, датування, написання
Збереглося три чистові автографи вірша: у рукописному циклі «В казематі»; у «Малій книжці»; у «Більшій книжці». Автографи не датовані.
Твір датується за місцем автографа в окремому рукопису циклу «В казематі» та часом ув'язнення Шевченка з 17 квітня по 30 травня 1847 року у казематі III відділу, орієнтовно: 17 квітня — 19 травня 1847 рік, С.-Петербург.
Первісний автограф не відомий. До найранішого відомого рукопису циклу «В казематі» вірш переписано між поезіями «Чого ти ходиш на могилу?..» і «Весеннє сонечко ховалось…» («Н. Костомарову»). Остання з них в окремому автографі має дату «1847 мая 19». З цього рукопису Шевченко після повернення з Аральської описової експедиції до Оренбурга, наприкінці 1849-го (не раніше 1 листопада) або на початку 1850 року (не пізніше 23 квітня — дня арешту поета), переписав вірш у складі циклу «В казематі» (під № 6) з кількома виправленнями в рядках 2, 4, 26, 30 та без чотирьох останніх рядків (після рядка 32) до «Малої книжки» (до третього зшитка за 1846—1847 років). Одразу ж виправивши рядки 2 і 4 вдруге, поет повернувся до попередніх їхніх варіантів. 18 березня 1858 року, під час перебування в Москві, Шевченко переписав вірш з виправленням у 30-му рядку з «Малої книжки» до «Більшої книжки».
Влітку 1856 року, не пізніше 15 серпня, список з чистового рукопису-автографа циклу «В казематі» (крім поезії «Не спалося, а ніч, як море…»), що належав тоді В. В. Тарновському-молодшому, зробив П. О. Куліш. Його текст ідентичний тексту рукопису-автографа циклу «В казематі».
З «Малої книжки» вірш переписано в складі циклу «В казематі» до рукописного списку невідомої особи з окремими, за свідченням О. Я. Кониського, виправленнями Шевченка кінця 1850-х років, що згодом належав Л. М. Жемчужникову і тепер не відомий. Різночитання 11 — 12-го рядків з нього подав О. Я. Кониський:
|  | А невістка під горою Високу тополю |

## Публікація
Першодрук твору здійснено за «Більшою книжкою» з різночитанням у передостанньому, 32-му рядку («І три шляхи широкії» замість «А три шляхи широкії», як було у «Більшій книжці», в «Основі» 1861 року (№ 1, стор. 5—6).
Відомі списки у рукописних збірках: «Кобзар» 1861 року, що належав І. П. Левченкові, «Сочинения Т. Г. Шевченка» 1862 року, «Кобзар» 1865 року, переписаний Д. Демченком, «Кобзар» 1866 року, у примірнику «Кобзаря» 1860 року з рукописними вставками, що належав Л. Г. Лопатинському, список І. Рудинського 1862 року. Список М. І. Павлика має назву «Три шляхи».
Вперше твір введено до збірки творів у виданні: «Кобзарь Тараса Шевченка / Коштом Д. Е. Кожанчикова» 1867 року і того ж року у виданні: «Поезії Тараса Шевченка» (в обох виданнях подано за першодруком).

## Народнопісенна символіка твору
Народнопісенне походження мають:
- символіка (мати садить на пам'ять про синів ясени, сестра — явори, невістка — тополю, дівчина — калину; шляхи заростають тернами, що означає неможливість повернення братів);
- композиційні засоби троїстості (три шляхи, три брати, три явори, три ясени);
- протиставний паралелізм — зачин (шляхи — докупи зійшлися, брати — розійшлися).
- ясени та явори, що їх висадили мати й сестра, символізують чоловічу стать;
- тополя й калина, посаджені дружиною та дівчиною, втілюють жіноче начало;
- висаджування дерев жінками — знак надії на щасливе повернення подорожніх;
- всихання дерев символізує занепад, нещастя, хворобу, смерть;
- заростання шляхів тернами — неможливість повернення додому.

Народнопоетичний образ шляхів, що поросли тернами, як символ вічної розлуки з батьківщиною, психологічно близький Шевченкові. Він є і в інших його невольничих віршах («Не кидай матері! — казали», «Заросли шляхи тернами»).

## Художні інтерпретації
- Мелодію до цієї поезії записано в с. Суботові на Черкащині (збірка «Пісні великого Кобзаря». К., 1964).
- На музику твір поклали Я. Степовий, С. Воробкевич, П. Сениця, Г. Топольницький, Д. Клебанов й інші.
- Ілюстрації до вірша створили художники С. Караффа-Корбут (1963), К. Штанко (1980-ті)